# Какотка
Како́тка — река в Пушкинском районе Московской области России. Впадает в Пестовское водохранилище в бассейне реки Учи.
Берёт начало у деревни Балабаново. Течёт на юг по южным склонам Смоленско-Московской возвышенности. На реке расположены деревни Ординово, Якшино и Михалёво.
Длина реки составляет 9,4 км (по другим данным — 10 км), площадь водосборного бассейна — 33,6 км². Равнинного типа. Питание преимущественно снеговое. Замерзает обычно в середине ноября, вскрывается в середине апреля:7—8. Заросшие еловыми и смешанными лесами живописные берега Кокотки представляют интерес для туристов.
По данным Государственного водного реестра России, относится к Окскому бассейновому округу. Речной бассейн — Ока, речной подбассейн — бассейны притоков Оки от Мокши до впадения в Волгу, водохозяйственный участок — Клязьма от истока до Пироговского гидроузла.